# Conservatoire national supérieur d'art dramatique
Conservatoire national supérieur d'art dramatique este o instituție de învățământ superior franceză din categoria grandes écoles.
Datează de la École royale de chant et de déclamation, fondată în 1784, unde vorbirea era mai degrabă o problemă minoră pentru muzicieni. Așa se explică și termenul conservator, care este folosit în general pentru școlile de muzică, dar nu și pentru școlile de teatru.
În 1806 interpretarea a devenit mai mare. În 1946, conservatorul a fost împărțit, teatrului i s-a permis să păstreze Théâtre du Conservatoire, care fusese proiectat ca sală de concert în 1811, iar muzicienii s-au mutat. Conservatorul își poartă numele actual din 1968.